# آلکسی بوار
آلکسی بوار (انگلیسی: Alexis Bouvard؛ ۲۷ ژوئن ۱۷۶۷ – ۷ ژوئن ۱۸۴۳) یک دانشمند در زمینه اخترشناسی اهل فرانسه بود. بعد از این که بین نقشه ژان باتیست دولامبر اخترشناس فرانسوی از مدار اورانوس و مدار واقعی این سیاره اختلافاتی دیده شد، آلکسی بوار وظیفه ترسیم نقشه جدید از مدار این سیاره را بر عهده گرفت. در ابتدا نقشه بوار از مدار اورانوس درست به نظر می‌رسید تا اینکه بین این دو نیز اختلافاتی دیده شد. بوار سرانجام چنین طرح کرد که سیاره‌ای فراتراز اورانوس وجود دارد و آن را از مکان محاسبه شده به طرف خود می‌کشد.